# أنتوني شيلتون
أنتوني شيلتون (بالإنجليزية: Anthony Shelton)‏ هو لاعب كرة قدم أمريكية ولاعب كرة القدم الكندية أمريكي، ولد في 4 سبتمبر 1967 في فايتيفيل في الولايات المتحدة.

## وصلات خارجية
- أنتوني شيلتون على موقع مرجع كرة القدم المحترفة.كوم (الإنجليزية)
- أنتوني شيلتون على موقع JustSportsStats.com (الإنجليزية)